# 2011年のル・マン24時間レース

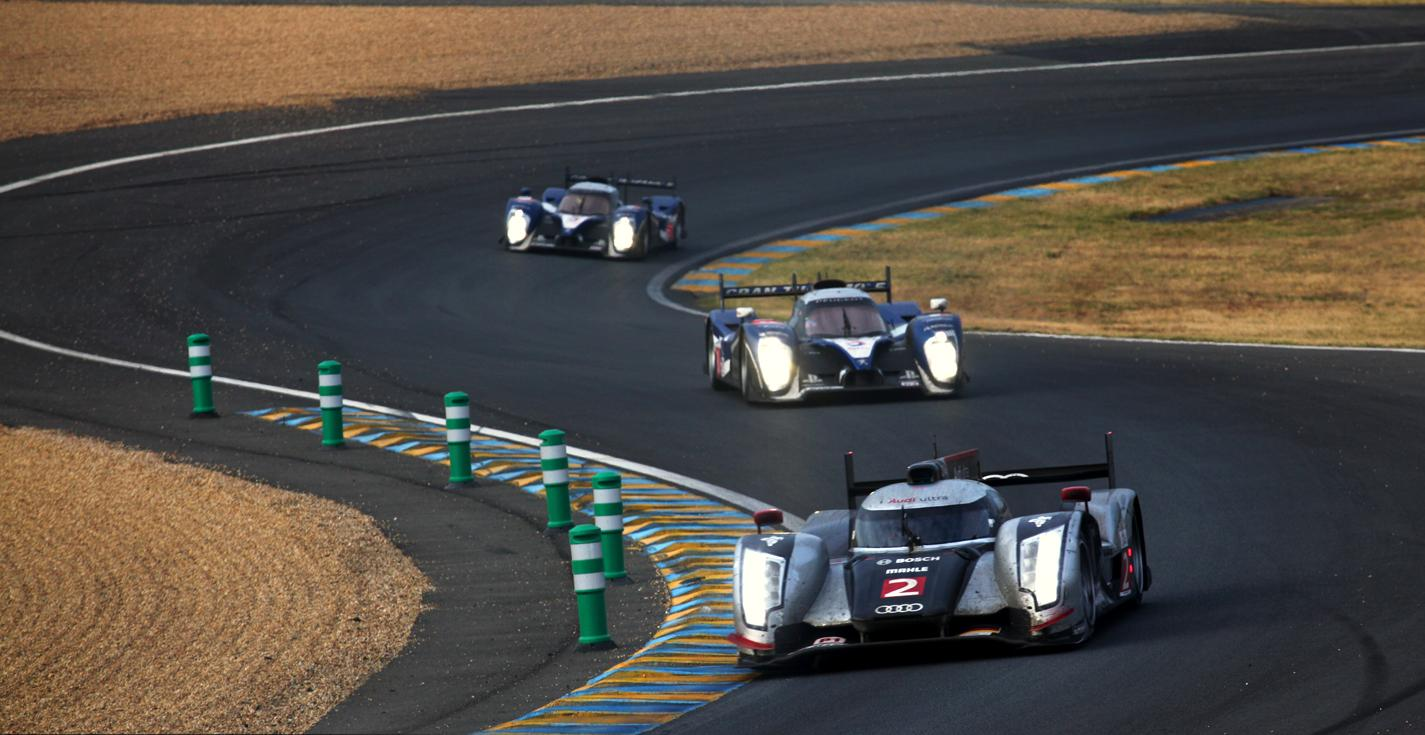
アウディ2号車が2台のプジョーのレース・カーの前を先行して走行する。

2011年のル・マン24時間レース（仏: 24 Heures du Mans 2011）は、フランス西部自動車クラブ (ACO) が統括する79回目のル・マン24時間レースであり、2011年6月11日から6月12日にかけてフランスのサルト・サーキットで行われた。1992年に終了したスポーツカー世界選手権以来開催されることのなかった耐久レースの世界選手権の復活と見なされる2011年のインターコンチネンタル・ル・マン・カップの第3ラウンドでもある。本レースには、249,500人の観客が観戦した。
アウディ・スポーツチーム ヨーストのアウディ2号車に乗るブノワ・トレルイエが、アウディが2006年以来長らく獲得できなかった2度目のポールポジションをチームにもたらし、アウディ1号車とともに最前列（フロント・ロー）を独占した。レース序盤での事故により3台エントリーしていたアウディ車の内2台はレースの舞台から退場することになったが、残った唯一のアウディ・R18 TDIに乗るトレルイエ、マルセル・フェスラー、アンドレ・ロッテラーら3人が、3台のプジョー・908の追撃をかわし、13.8秒のリードで優勝を果たした。LMP2クラスでは、グリーブス・モータースポーツのザイテック-日産が優勝し、LMGTE Proクラスでは、コルベット・レーシングが優勝を果たし、LMGTE Amクラスでは、ラルブル・コンペティションチームが（参戦するレース・カー2台のメーカーはそれぞれ異なるが、）コルベットの50号車とポルシェの70号車による1-2フィニッシュによってタイトルを獲得している。
なお、同年の3月11日に日本の宮城県沖で発生した東日本大震災で、日本国内は深刻な被害を受けた。当然ながら日本のモータースポーツ界も、電力不足やガソリン不足などの社会的混乱等で、レースの開催中止や延期などが相次ぎ、大変大きな影響を受けることとなった。(東日本大震災によるモータースポーツ界への影響の詳細は、東日本大震災によるスポーツへの影響#モータースポーツを参照のこと。）日本人ドライバーの参戦は中野信治ただ一人のみであり、日本メーカーはエンジンのみの提供で、シャシーを含めた自社製のプロトタイプレーシングカーを投入しての本格的なワークスチームによる参戦がなかっただけでなく欧米メーカーのGTカーを使用して参戦する日本チームさえ皆無であった。その中でACOは、本年のル・マン24時間に参戦する全ドライバーのサインを寄せ書きしたフランスの国旗を贈るなどの日本に対する支援を行ない、また一方で日本国内でも、マツダが被災した中高生をル・マンに招待するなど、ル・マン24時間レースと日本との関わり合いが絶えないように交流が続ける努力がなされた。

## レギュレーションの変更点
2011年は、プロトタイプレーシングカー（LMP）カテゴリーとGTカー（GT）カテゴリーの両方で重要なレギュレーション変更がなされており、2007年以来となる大きなレギュレーションの改訂が行なわれたとして記録されるべき程のものとなった。
ACOが策定した新しいレギュレーションによれば、これまでのLMPカー（2007年-2010年）を旧式なものとし、新しいプロトタイプレーシングカー像を作り出すものであった。新しいLMP1カーのエンジンは2010年シーズンのLMP2カーにほぼ似通ったものとなり、大幅に排気量（2010年のLMP1カーのアウディ・R15 TDIとプジョー・908 HDi FAPは共に5.5L）を抑制し、自然吸気（NA）エンジンの場合は最大排気量を3.4L(3,400cc)までとし、ターボの場合は2.0L(2,000cc)までとし、ディーゼル・ターボの場合は3.7L(3,700cc)とした。2011年のレースでも、一部の2010年規定の車がACOの認可を得て出走できるが、その場合はエア・リストリクターを小さなものにし、（ターボやディーゼル・ターボの）過給率を下げ、燃料タンクを小さくしたものにしなければならない。
LMP2カーのエンジンはそれまでのGT2クラスにほぼ似通ったものとなり、NAエンジンの場合は最大気筒数が8気筒で最大排気量を5.0L(5,000cc)までとし、ターボの場合は最大6気筒で3.2L(3,200cc)までとし、いずれも市販車のエンジンをベースとしなければならない。なお、ディーゼルエンジンの使用は一切許可されていない。市販車のエンジンと認められる条件は、連続した12ヶ月間に1,000基以上生産されていることである。LMP2カーは更に低コストに抑えることにも焦点が当てられていて、製作費の上限として40万ユーロ（内訳はシャシーに32万5千ユーロ、エンジンに7万5千ユーロ）が定められた。ローラが最初のマニュファクチャラーとなり、（運転席が）オープンタイプのB11/40とクローズドタイプのB11/80の2つの異なるLMP2カーが発表され、BMW・フォード・ホンダ（HPD）・ジャガー・日産・トヨタといった自動車メーカーのエンジンをB11/40に合わせることができるとしている。
（手動のプッシュボタン式は禁止され、あくまで操作は足によるアクセルペダルのみに限るとする）KERSを含むハイブリッド・ビークル・ドライブトレイン・システムも新しいレギュレーションで広範囲にわたって認められた。フライホイール方式も認められている。ハイブリッド・システムはパワーの増強のためではなく、あくまで燃料消費量の削減を目的としていなければならないとしている。前輪または後輪どちらかからの回生は認められているが、4WDは認められておらず、駆動方式は前輪または後輪どちらかのみであった。LMP1カーもLMP2カーも重量は900kgと規定された。LMP1カーのボディフレームは、エンジンカバーの頂点に、揚力を下げるためのシャークフィン（ヴァーティカルフィン）を付けることを義務付けられた。これは1999年のル・マンでのメルセデス・ベンツ・CLRの3件にも及ぶ事故、特に最も有名なピーター・ダンブレックの事例のような「フリッピング」と呼ばれる浮き上がって宙を舞うクラッシュや2008年のル・マン・シリーズのモンツァ1000キロレースでのクラージュ-オレカ・LC70に乗っていたステファン・オルテッリのクラッシュを防止するためである。
クローズドボディのレース・カーについては換気/エアコン装備が義務付けられた。
以前のLMGT1、LMGT2クラスは、2011年シーズンでは1つの市販車ベースのカテゴリーとなり、「LMGT・エンデュランス（耐久）」カテゴリーと改称されて、「LMGTE・アマチュア（LMGTE Am）」と「LMGTE・プロフェッショナル（LMGTE Pro）」の2つのクラスに分割されて、それぞれに選手権がかけられる形に再編された。2011年のレギュレーションでは、LMGTE Amクラスに2010年のLMGT1規定の車も参戦できることになっていたが、1台もGT1規定での車のエントリーはなかった。

## エントリー
前年の2010年のレースで56番目のエントリー枠が設けられた際に、56番目のピットガレージが建設され、2011年でもその枠が維持された。2010年の時と違い、2011年以降の56番目のエントリー枠では、それまでのLMPカーやGTカーによる一般的な参戦者向けのものではないとしている。ACOは56番目のエントリー枠を、ル・マン・シリーズ以外のACOのレース規定に基づかない車両で、自然環境に配慮した技術を使った走行をする車に適用されるものを求めるとした。ホープ・レーシングは、VW製2リットルエンジンにF1仕様のKERSを組み込んだエンジンで参戦した。

### 自動エントリー
自動エントリーされる権利は、前年に好成績を挙げたチームや、2010年のアメリカン・ル・マン・シリーズ、ル・マン・シリーズ、プチ・ル・マン、アジアン・ル・マン・シリーズ、インターコンチネンタル・ル・マン・カップで活躍したチームに与えられた。自動招待枠は、ル・マン・シリーズのレースで経済的な燃料の使用をした順にポイントが付くミシュラン・グリーン・X・チャレンジで最もポイントを貯めたチームに与えられた。
| エントリー条件                                    | LMP1                             | LMP2                              | LMGT                                             |
| ------------------------------------------------- | -------------------------------- | --------------------------------- | ------------------------------------------------ |
| 前年度優勝                                        | アウディスポーツ・ノースアメリカ | ストラッカ・レーシング            | チーム・フェルバーマイヤー・プロトン             |
| 前年度2位                                         | アウディスポーツ・ヨースト       | オーク・レーシング                | ハンコック チーム・ファルンバッヒャー            |
| 2010年のル・マン・シリーズ優勝                    | チーム・オレカ・マットムート     | RML                               | チーム・フェルバーマイヤー・プロトン             |
| 2010年のル・マン・シリーズ2位                     | シグナチュール・プリュ           | ストラッカ・レーシング            | AFコルセ                                         |
| 2010年のプチ・ル・マン優勝                        | プジョースポール・トタル         | パトロン ハイクロフト・レーシング | コルベット・レーシング                           |
| 2010年のアメリカン・ル・マン・シリーズ優勝        | 出場辞退                         | パトロン ハイクロフト・レーシング | BMW レイホール・レターマン・ラニガン・レーシング |
| インターコンチネンタル・ル・マン・カップ優勝      | プジョースポール・トタル         | オーク・レーシング                | チーム・フェルバーマイヤー・プロトン             |
| グリーン・X・チャレンジでの最多ポイント獲得チーム |                                  | オーク・レーシング                |                                                  |

### エントリーリスト
2011年2月9日に、ACOは出場する56台のレース・カーの正規登録と10台の予備登録の公式リストを発表した。
4月12日には、LMP2クラスにエントリーしていた「シグナテック」チームの2台目のレース・カーが出場辞退することと、予備登録されていた「エクストレーム・リミット・AM・パリ」チームのノルマ・M200Pが正式に出場枠を得たことが明らかにされた。
5月16日に、LMP1クラスにエントリーしていた「ハイクロフト・レーシング」は出場辞退することとなった、チームはスポンサー等の経済的支援が足りなかったことを理由として言及し、併せてホンダ及びHPDとのパートナーシップの終了も発表された。「クロノス・レーシング」のローラ-アストンマーティン車が正規エントリーに昇格した。
前年のル・マンより10台のレース・カーがリザーブ（予備要員）として選抜されている。10台は均等に5台ずつLMPカーとGTカーに分けられている。LMPカーのカテゴリーの補充にはLMPカーを充てる様にし、GTカーのカテゴリーの補充にはGTカーを充てる様に配慮するが、カテゴリー内の同一クラスの補充についてまで配慮されるとは限らない。例えばLMP1クラスで欠員が出たからといって代わりのLMP1カーを充てるとは限らず、LMP2カーを充てることもあり得るということである。

## 予選
LMP1クラスに出走するアウディは、前年まで運転席の部分が外部に露出されているオープンボディのアウディ・R15 TDIを使用していたが、運転席の部分が完全に覆われたクローズドボディのアウディ・R18 TDIを本シーズンより投入し、すでに2006年よりプジョー・908 HDi FAPでクローズドボディのLMP1カーに移行済みで本シーズンもクローズドボディのプジョー・908を投入したプジョーと併せ、2大メーカーによるLMP1クラスのワークス車両のクローズド化移行は本シーズンをもって達成された。（プライベーター製作のLMP1カーについては、依然オープンボディが主流である状態が継続する。）
本シーズンより排気量が3.7Lに引き下げられたのにもかかわらず、2006年にかつてディーゼルエンジン車初のル・マン総合優勝を遂げたアウディ・R10 TDIのポールポジションで計測したラップタイムの3分30秒466より数秒速いタイムで新しいアウディ・R18 TDIやプジョー・908は走行した。新しいプロトタイプカーの予選のスピードは、2007年のアウディ・R10 TDIのものより速かった。また、排気量が3.7Lのプジョー・908が出したトップスピード時の時速341キロメートルというスピードは、排気量5.5LでV12のディーゼル・ターボエンジンを持つ前モデルのプジョー・908 HDi FAPよりわずか時速5キロメートル遅いに過ぎない程度のものであった。
予選順位は、アウディが１位、2位、5位、プジョーが3位、4位、6位となったが、トップから6位までのタイム差はわずか0.6秒であり、両陣営の実力は伯仲したものになった。

### 予選結果

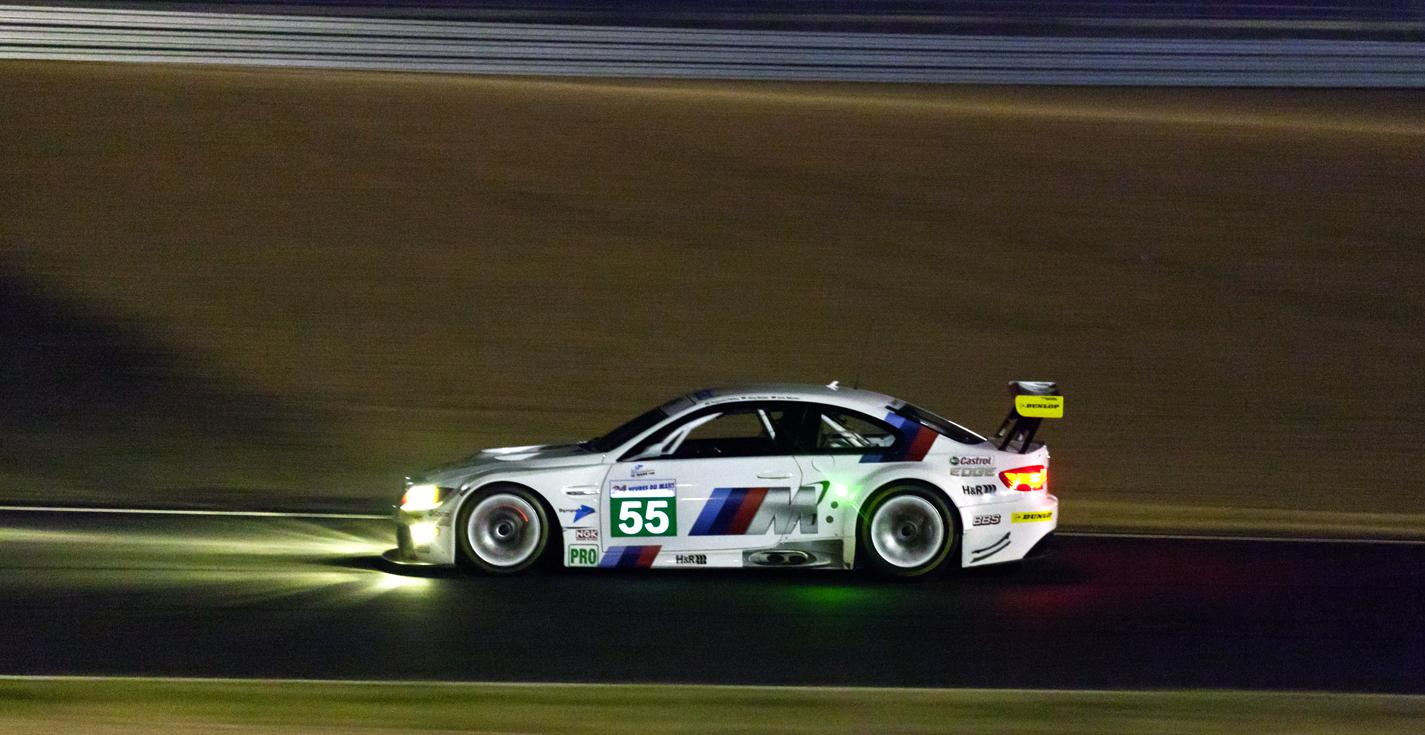
予選でGTE-Proクラスのポールポジションを獲得したBMW・モータースポーツM3の55号車

各クラスのポールポジションは太字で表示。
| 順位 | No. | チーム                                | 車両                                     | クラス     | タイム   | 差      | グリッド |
| ---- | --- | ------------------------------------- | ---------------------------------------- | ---------- | -------- | ------- | -------- |
| 1    | 2   | アウディ・スポーツチーム ヨースト     | アウディ・R18 TDI                        | LMP1       | 3:25.738 |         | 1        |
| 2    | 1   | アウディ・スポーツチーム ヨースト     | アウディ・R18 TDI                        | LMP1       | 3:25.799 | +0.061  | 2        |
| 3    | 9   | チームプジョー・トタル                | プジョー・908                            | LMP1       | 3:26.010 | +0.272  | 3        |
| 4    | 8   | プジョースポール・トタル              | プジョー・908                            | LMP1       | 3:26.156 | +0.418  | 4        |
| 5    | 3   | アウディ・スポーツ ノースアメリカ     | アウディ・R18 TDI                        | LMP1       | 3:26.165 | +0.427  | 5        |
| 6    | 7   | プジョースポール・トタル              | プジョー・908                            | LMP1       | 3:26.272 | +0.534  | 6        |
| 7    | 10  | チーム・オレカ・マットムート          | プジョー・908 HDi FAP                    | LMP1       | 3:30.084 | +4.346  | 7        |
| 8    | 12  | レベリオン・レーシング                | ローラ・B10/60-トヨタ                    | LMP1       | 3:32.883 | +7.145  | 8        |
| 9    | 16  | ペスカロロ・スポール                  | ペスカロロ・01-ジャッド                  | LMP1       | 3:33.066 | +7.328  | 9        |
| 10   | 13  | レベリオン・レーシング                | ローラ・B10/60-トヨタ                    | LMP1       | 3:34.573 | +8.835  | 10       |
| 11   | 15  | オーク・レーシング                    | オーク ペスカロロ・01-ジャッド           | LMP1       | 3:34.933 | +9.195  | 11       |
| 12   | 22  | クロノス・レーシング                  | ローラ・アストンマーティン B09/60        | LMP1       | 3:36.551 | +10.813 | 12       |
| 13   | 20  | クィフェル＝ASM・チーム               | ザイテック 09SC                          | LMP1       | 3:37.393 | +11.655 | 13       |
| 14   | 26  | シグナテック 日産                     | オレカ・03-日産                          | LMP2       | 3:41.458 | +15.720 | 14       |
| 15   | 24  | オーク・レーシング                    | オーク ペスカロロ・01-ジャッド           | LMP1       | 3:41.908 | +16.170 | 15       |
| 16   | 42  | ストラッカ・レーシング                | HPD ARX-01d                              | LMP2       | 3:42.615 | +16.877 | 16       |
| 17   | 48  | チーム・オレカ・マットムート          | オレカ・03-日産                          | LMP2       | 3:43.098 | +17.360 | 17       |
| 18   | 39  | ペコム・レーシング                    | ローラ・B11/40-ジャッド BMW              | LMP2       | 3:43.223 | +17.485 | 18       |
| 19   | 49  | オーク・レーシング                    | オーク ペスカロロ・01-ジャッド BMW       | LMP2       | 3:43.479 | +17.741 | 19       |
| 20   | 41  | グリーヴス・モータースポーツ          | Z11SN-日産                               | LMP2       | 3:43.802 | +18.064 | 20       |
| 21   | 40  | レース・パフォーマンス                | オレカ・03-ジャッド BMW                  | LMP2       | 3:44.294 | +18.556 | 21       |
| 22   | 007 | アストンマーティン・レーシング        | アストンマーティン・AMR-One              | LMP1       | 3:45.918 | +20.180 | 22       |
| 23   | 36  | RML                                   | HPD ARX-01d                              | LMP2       | 3:47.308 | +21.570 | 23       |
| 24   | 5   | ホープ・レーシング                    | オレカ・スイス・HY・テック＝ハイブリッド | LMP1       | 3:47.691 | +21.953 | 24       |
| 25   | 009 | アストンマーティン・レーシング        | アストンマーティン・AMR-One              | LMP1       | 3:48.355 | +22.617 | 25       |
| 26   | 44  | エクストレーム・リミット・AM・パリ    | ノルマ・MP200P-ジャッド BMW              | LMP2       | 3:48.420 | +22.682 | 26       |
| 27   | 35  | オーク・レーシング                    | オーク ペスカロロ・01-ジャッド BMW       | LMP2       | 3:48.665 | +22.927 | 27       |
| 28   | 33  | レベル5・モータースポーツ             | ローラ・B08/80-HPD                       | LMP2       | 3:48.863 | +23.125 | 28       |
| 29   | 55  | BMW・モータースポーツ                 | BMW M3 GT2                               | LM GTE Pro | 3:57.592 | +31.854 | 29       |
| 30   | 51  | AFコルセ SRL                          | フェラーリ・458イタリア・GT2             | LM GTE Pro | 3:58.040 | +32.302 | 30       |
| 31   | 56  | BMW・モータースポーツ                 | BMW M3 GT2                               | LM GTE Pro | 3:58.426 | +32.688 | 31       |
| 32   | 74  | コルベット・レーシング                | シボレー・コルベット C6.R                | LM GTE Pro | 3:59.519 | +33.781 | 32       |
| 33   | 89  | ハンコック チーム・ファルンバッヒャー | フェラーリ・458イタリア・GT2             | LM GTE Pro | 3:59.519 | +33.781 | 33       |
| 34   | 73  | コルベット・レーシング                | シボレー・コルベット C6.R                | LM GTE Pro | 3:59.633 | +33.895 | 34       |
| 35   | 77  | チーム・フェルバーマイヤー・プロトン  | ポルシェ・997 GT3-RSR                    | LM GTE Pro | 3:59.662 | +33.924 | 35       |
| 36   | 59  | ラグジュアリー・レーシング            | フェラーリ・458イタリア・GT2             | LM GTE Pro | 3:59.901 | +34.163 | 36       |
| 37   | 75  | プロトン                              | ポルシェ・997 GT3-RSR                    | LM GTE Pro | 3:59.962 | +34.224 | 37       |
| 38   | 79  | Jota                                  | アストンマーティン・ヴァンテージ GT2     | LM GTE Pro | 4:00.747 | +35.009 | 38       |
| 39   | 66  | JMW・モータースポーツ                 | フェラーリ・458イタリア・GT2             | LM GTE Pro | 4:00.890 | +35.152 | 39       |
| 40   | 80  | フライングリザード・モータースポーツ  | ポルシェ・997 GT3-RSR                    | LM GTE Pro | 4:01.024 | +35.286 | 40       |
| 41   | 58  | ラグジュアリー・レーシング            | フェラーリ・458イタリア・GT2             | LM GTE Pro | 4:01.176 | +35.438 | 41       |
| 42   | 61  | AFコルセ SRL                          | フェラーリ・F430 GTE                     | LM GTE Am  | 4:01.282 | +35.544 | 42       |
| 43   | 88  | チーム・フェルバーマイヤー・プロトン  | ポルシェ・997 GT3-RSR                    | LM GTE Pro | 4:01.752 | +36.014 | 43       |
| 44   | 71  | AFコルセ SRL                          | フェラーリ・458イタリア・GT2             | LM GTE Pro | 4:02.216 | +36.478 | 44       |
| 45   | 76  | IMSA・パフォーマンス・マットムート    | ポルシェ・997 GT3-RSR                    | LM GTE Pro | 4:02.548 | +36.810 | 45       |
| 46   | 63  | プロトン                              | ポルシェ・997 GT3-RSR                    | LM GTE Am  | 4:03.532 | +37.794 | 46       |
| 47   | 81  | フライングリザード・モータースポーツ  | ポルシェ・997 GT3-RSR                    | LM GTE Am  | 4:03.648 | +37.910 | 47       |
| 48   | 70  | ラルブル・コンペティション            | ポルシェ・997 GT3-RSR                    | LM GTE Am  | 4:03.918 | +38.180 | 48       |
| 49   | 83  | JMB・レーシング                       | フェラーリ・F430 GTE                     | LM GTE Am  | 4:04.640 | +38.902 | 49       |
| 50   | 60  | ガルフ AMR ミドルイースト             | アストンマーティン・ヴァンテージ GT2     | LM GTE Am  | 4:04.825 | +39.087 | 50       |
| 51   | 57  | クローン・レーシング                  | フェラーリ・F430 GTE                     | LM GTE Am  | 4:05.211 | +39.473 | 51       |
| 52   | 50  | ラルブル・コンペティション            | シボレー・コルベット C6.R                | LM GTE Am  | 4:05.955 | +40.217 | 52       |
| 53   | 62  | CRS・レーシング                       | フェラーリ・F430 GTE                     | LM GTE Am  | 4:07.236 | +41.498 | 53       |
| 54   | 65  | ロータス ジェットアライアンス         | ロータス・エヴォーラ GTE                 | LM GTE Pro | 4:07.465 | +41.727 | 54       |
| 55   | 68  | ロバートソン・レーシング LLC          | フォード・GT-R マークVII                 | LM GTE Am  | 4:08.208 | +42.470 | 55       |
| 56   | 64  | ロータス ジェットアライアンス         | ロータス・エヴォーラ GTE                 | LM GTE Pro | 4:12.569 | +46.831 | 56       |

## 決勝

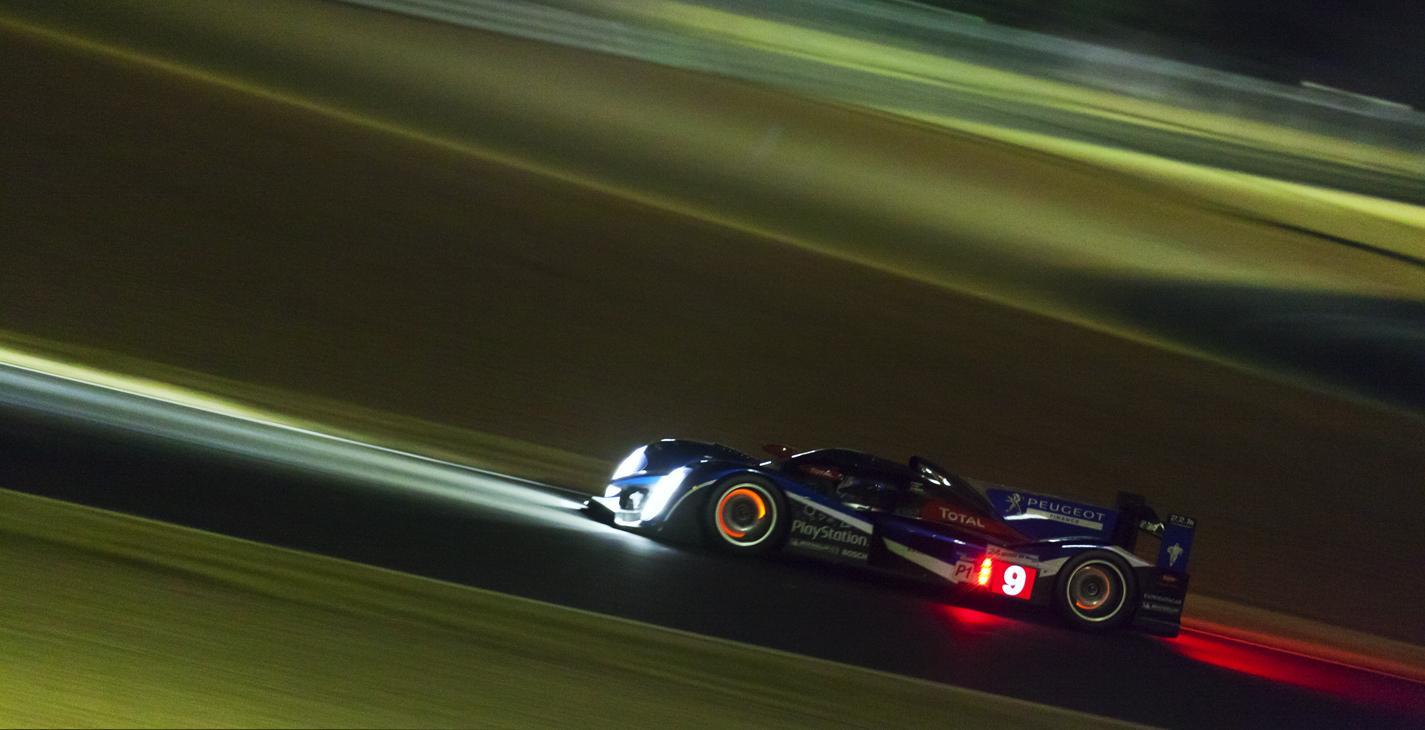
総合順位2位となったプジョー・908の9号車

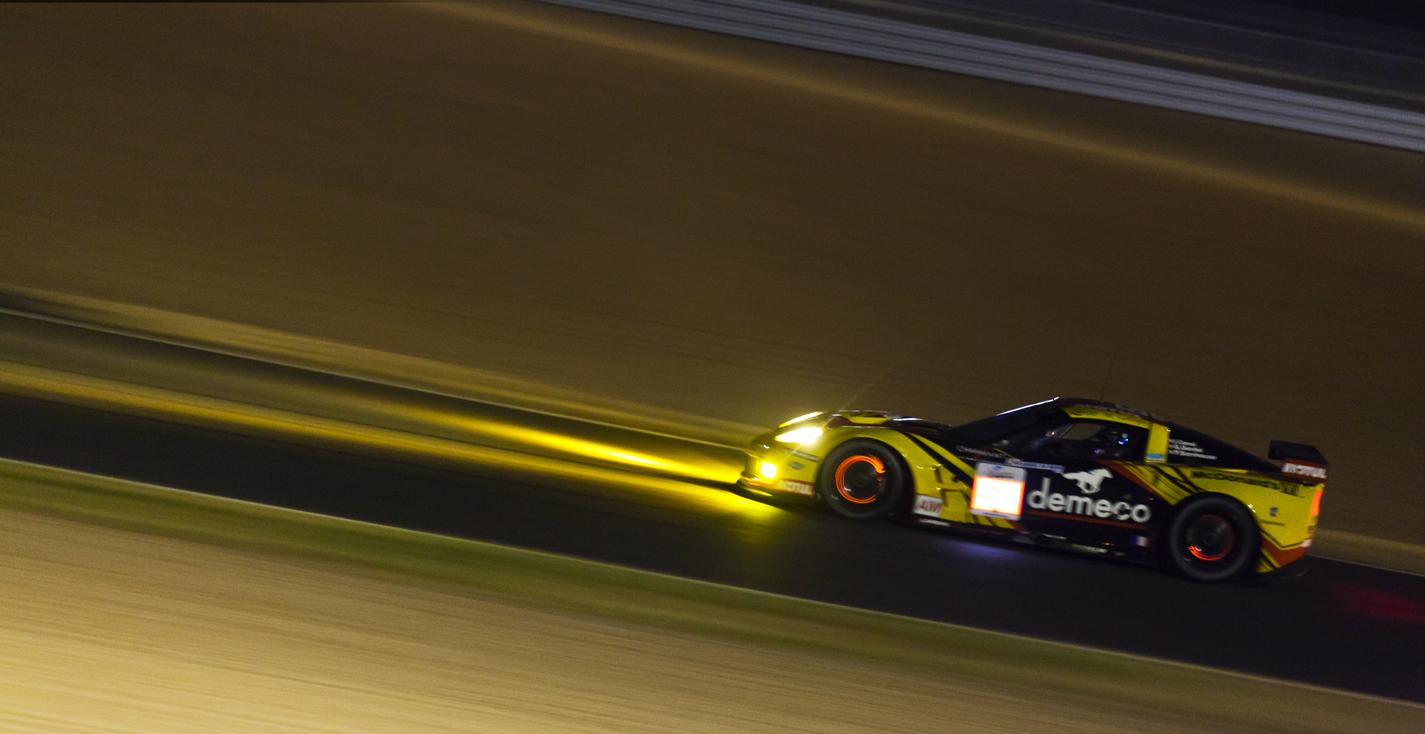
GTE-Amクラス優勝したラルブル・コンペティションのコルベット50号車

レース開始前の時点で、多くのチームはすでにそれぞれ異なる戦略をとっていた。アウディ陣営は、アウディ・R18 TDIの燃料タンクは11周より長い周回分までは保たせられないため、燃費よりスピードとダウンフォースを優先する戦略を取ることを決断した。プジョー陣営は、プジョー・908がドラッグ（空気抵抗）を低くしたデザインのため、同じ容量の燃料タンクで12周走行することができた。1周あたりの燃費が劣ることにより、アウディ陣営はプジョー陣営より24時間で計算上ピットストップを2回多くこなさなければならなかった。この計算は、アウディが勝利するためには、アウディ陣営に1周平均0.5秒プジョー・908より速く走らせることを強いるものであった。2008年から2010年までのレースで、プジョーの速いペースに対してアウディが信頼性や燃費やタイヤに優しい走行により勝利してきたそれまでの歴史的構図が、そっくり逆になった。
レース開始10分足らずの時間帯で、ピットから出たばかりのアントニー・ベルトワーズが乗るGTE Proクラスのフェラーリ・458イタリア58号車がピットレーントラックにちょうど合流しようとした時、アラン・マクニッシュがドライブするアウディ3号車が衝突して、3号車がダンロップ・ブリッジ近くでバリアにぶつかり横転した。マクニッシュは5番グリッドからスタートして、事故当時2周を周回して2位で走行中であった。事故は大変大きなもので、事故車のアウディ3号車はタイヤウォールにぶつかった後、空中に舞い上がり、グラベルトラップを超えて落下する程であった。アウディ3号車が実質的に破壊された後、マクニッシュは特にけがもなく車から出て歩き去り、ベルトワーズは車のボディフレームにダメージを受けながらもサーキットのトラックに合流していった。BMWのM3勢がダンロップ・ブリッジに到達した時、グリップに問題を抱えていてもがいている最中だった。GTE Proクラスのシボレー・コルベット C6.Rの74号車に乗るオリバー・ギャビンはすでにクラス内のトップに上がっていた。マクニッシュの事故による早急なセーフティカーの導入は、ギャビンに大きなアドバンテージを与え、後続との差をほぼ1周まで拡げることになった。アウディ2号車はその間、不足分の1回のピットストップをこなしたが、まだプジョー勢にリードを保っていた。トータルで4時間46分というセーフティカーの導入時間は、結局プジョーが持っていたアウディに対する燃費面でのアドバンテージを打ち消す効果があった。
レース開始より8時間が経過し夜間セッションに入った時間帯、ミュルサンヌとインディアナポリス・コーナーの間の高速区間でアウディ1号車に乗るマイク・ロッケンフェラーが周回遅れのフェラーリ71号車を追い抜こうとした時に、71号車に追突後ガードレールに激突して大破するという大きな事故が起きた。幸いにも今回の事故も、ドライバーのロッケンフェラーは1号車より歩いて現場から立ち去ることができた。事故後、クラッシュでガードレールに大規模な損害が出たため2度目のセーフティカー導入となり、2時間以上ものセーフティカーの走行が続いた。夜間の長時間のセーフティカー走行は、タイヤの空気圧が維持されてタイヤ交換の頻度を抑えられ、燃費についても抑制効果をもたらした。
夜明けまで、コルベット74号車に乗るヤン・マグヌッセンはGTE Proクラス2位のAFコルセのフェラーリ51号車に2周以上の差を付けていて、首位の座を固めようとしていた。しかしながら8時頃、ポルシェ・カーブでマグヌッセンはトラクションを失って、プロトンのポルシェ・997 GT3-RSR63号車に衝突した。両者は直ちにリタイアすることとなった。7時間に渡って、AFコルセのフェラーリ51号車はコルベット73号車に最大1周以上の差を付けて、首位の座を守っていた。レース終盤サーキットはかすかな霧雨で濡れた路面となったが、コルベットは1周あたり2秒を詰めてフェラーリに迫ってきた。フェラーリが2スティントでドライバー交代するのに対し、コルベットは3スティントまで保たせて追いかけてきた。コルベットの方が2倍燃費が悪いのに、73号車のチームのトータルでのピットストップ所要時間は2分55秒もAFコルセより早かった。これらのペースのアドバンテージを積み重ねは、コルベットにクラストップを奪わせるのに充分なものになった。最後のスティントをまかされて73号車に乗ったアントニオ・ガルシアは、コルベットに事実上のル・マンでの最初のGT2のクラス優勝を決めるゴールラインを駆け抜けた。
首位を走るアウディと3台から成るプジョー勢との差は全く変わらなかった。それは、アウディ・R18がプジョーに燃費で勝る走行ができないせいでもあるが、アウディが3スティントしか保たせられないタイヤをプジョーは4スティントまで保たせられるからであった。4台の順位変動はピットストップによる一時的なものぐらいであった。だが、その4台の白熱したバトルの構図も、プジョー8号車がピットストップ時の作業規則違反から1分間のピットストップ・ペナルティを受けることにより、その一角が崩れることになった。計算上のピットストップのサイクルによれば、アドバンテージはプジョー7号車にあるとなっていたが、アレクサンダー・ヴルツがインディアナポリス・コーナーでブレーキミスによりコースアウトしてバリアに激突してその計算を無駄にしてしまい、結果として3ラップも遅れをとることになった。レース残り数時間の接近した戦いの後、レースの行方は最後のピットストップの対応に委ねられることになる。アウディ2号車に乗るアンドレ・ロッテラーにはピット作業に時間をかけてもプジョーに順位を奪われない程の充分に大きなリードがあった。アウディは直前（最後から2番目）のピットストップの後、40秒のリードがあったが、徐々に空気が抜けるスロー・パンクチャーでスタートしていた。最後のピットストップでアウディは、給油のほかにタイヤ交換も行なわれたが、プジョー陣営のプジョー9号車に乗るシモン・パジェノーの最後のピットストップでは給油のみであった。フレッシュタイヤで、ロッテラーは徐々にプジョーを引き離し、パジェノーに13秒854の差を付けて、ゴールラインを駆け抜けた。最終ラップを全速力で走行するのは1969年のレース以来であり、2位との差は、ル・マン24時間レースの歴代4番目に接近したものであった。最終ラップにマーシャルがトラック内で旗を振ってレースの終了を告げる伝統的な行為も、今回はなくなった。優勝車がスローダウンして最終ラップを周回するセレモニーも今回は見られなかった。
アウディは、通算10回目となる優勝を達成し、フェラーリの通算9回を抜いてポルシェの優勝16回に次ぐ優勝回数歴代2位となった。

### 決勝結果
各クラスの勝者は太字で表示。優勝ラップ数の70%（249周）に満たない車両は非完走 (NC) で表示。
| 順位 | クラス    | 車番 | チーム                                             | ドライバー                                                                                               | シャシー                                      | タイヤ | 周回数 |
| 順位 | クラス    | 車番 | チーム                                             | ドライバー                                                                                               | エンジン                                      | タイヤ | 周回数 |
| ---- | --------- | ---- | -------------------------------------------------- | --- | --------------------------------------------- | ------ | ------ |
| 1    | LMP1      | 2    | アウディ・スポーツチーム ヨースト                  | - マルセル・フェスラー - アンドレ・ロッテラー - ブノワ・トレルイエ                                       | アウディ・R18 TDI                             | M      | 355    |
| 1    | LMP1      | 2    | アウディ・スポーツチーム ヨースト                  | - マルセル・フェスラー - アンドレ・ロッテラー - ブノワ・トレルイエ                                       | アウディ TDI 3.7 L ターボ V6 (ディーゼル)     | M      | 355    |
| 2    | LMP1      | 9    | チームプジョー・トタル                             | - セバスチャン・ボーデ - サイモン・パジェノ - ペドロ・ラミー                                             | プジョー・908                                 | M      | 355    |
| 2    | LMP1      | 9    | チームプジョー・トタル                             | - セバスチャン・ボーデ - サイモン・パジェノ - ペドロ・ラミー                                             | プジョー HDi 3.7 L ターボ V8 (ディーゼル)     | M      | 355    |
| 3    | LMP1      | 8    | プジョースポール・トタル                           | - ステファン・サラザン - フランク・モンタニー - ニコラ・ミナシアン                                       | プジョー・908                                 | M      | 353    |
| 3    | LMP1      | 8    | プジョースポール・トタル                           | - ステファン・サラザン - フランク・モンタニー - ニコラ・ミナシアン                                       | プジョー HDi 3.7 L ターボ V8 (ディーゼル)     | M      | 353    |
| 4    | LMP1      | 7    | プジョースポール・トタル                           | - アンソニー・デビッドソン - アレクサンダー・ヴルツ - マルク・ジェネ                                     | プジョー・908                                 | M      | 351    |
| 4    | LMP1      | 7    | プジョースポール・トタル                           | - アンソニー・デビッドソン - アレクサンダー・ヴルツ - マルク・ジェネ                                     | プジョー HDi 3.7 L ターボ V8 (ディーゼル)     | M      | 351    |
| 5    | LMP1      | 10   | チーム・オレカ-マットムート                        | - ニコラ・ラピエール - ロイック・デュバル - オリビエ・パニス                                             | プジョー・908 HDi FAP                         | M      | 339    |
| 5    | LMP1      | 10   | チーム・オレカ-マットムート                        | - ニコラ・ラピエール - ロイック・デュバル - オリビエ・パニス                                             | プジョー HDi 5.5 L ターボ V12 (ディーゼル)    | M      | 339    |
| 6    | LMP1      | 12   | レベリオン・レーシング                             | - ニコラ・プロスト - ニール・ジャニ - ジェロエン・ブリークモレン                                         | ローラ・B10/60                                | M      | 338    |
| 6    | LMP1      | 12   | レベリオン・レーシング                             | - ニコラ・プロスト - ニール・ジャニ - ジェロエン・ブリークモレン                                         | トヨタ RV8KLM 3.4 L V8                        | M      | 338    |
| 7    | LMP1      | 22   | - クロノス・レーシング - マルクVDSレーシングチーム | - バニーナ・イクス - バス・リンダース - マキシム・マルタン                                               | ローラ・アストンマーティン B09/60             | M      | 328    |
| 7    | LMP1      | 22   | - クロノス・レーシング - マルクVDSレーシングチーム | - バニーナ・イクス - バス・リンダース - マキシム・マルタン                                               | アストンマーティン 6.0 L V12                  | M      | 328    |
| 8    | LMP2      | 41   | グリーヴス・モータースポーツ                       | - カリム・オッジェフ - オリビエ・ロンバール - トム・キンバー＝スミス                                     | ザイテック・Z11SN                             | D      | 326    |
| 8    | LMP2      | 41   | グリーヴス・モータースポーツ                       | - カリム・オッジェフ - オリビエ・ロンバール - トム・キンバー＝スミス                                     | 日産 VK45DE 4.5 L V8                          | D      | 326    |
| 9    | LMP2      | 26   | シグナテック 日産                                  | - ソエイル・アヤリ - フランク・マイルー - ルーカス・オルドネス                                           | オレカ・03                                    | D      | 320    |
| 9    | LMP2      | 26   | シグナテック 日産                                  | - ソエイル・アヤリ - フランク・マイルー - ルーカス・オルドネス                                           | 日産 VK45DE 4.5 L V8                          | D      | 320    |
| 10   | LMP2      | 33   | レベル5・モータースポーツ                          | - スコット・タッカー - クリストフ・ブシュー - ジョアン・バルボーザ                                       | ローラ・B08/80                                | M      | 319    |
| 10   | LMP2      | 33   | レベル5・モータースポーツ                          | - スコット・タッカー - クリストフ・ブシュー - ジョアン・バルボーザ                                       | HPD HR28TT 2.8 L ターボ V6                    | M      | 319    |
| 11   | LMGTE Pro | 73   | コルベット・レーシング                             | - オリビエ・ベレッタ - トミー・ミルナー - アントニオ・ガルシア                                           | シボレー・コルベット C6.R                     | M      | 314    |
| 11   | LMGTE Pro | 73   | コルベット・レーシング                             | - オリビエ・ベレッタ - トミー・ミルナー - アントニオ・ガルシア                                           | コルベット 5.5 L V8                           | M      | 314    |
| 12   | LMP2      | 36   | RML                                                | - マイク・ニュートン - ベン・コリンズ - トーマス・エルドス                                               | HPD ARX-01d                                   | D      | 314    |
| 12   | LMP2      | 36   | RML                                                | - マイク・ニュートン - ベン・コリンズ - トーマス・エルドス                                               | HPD HR28TT 2.8 L ターボ V6                    | D      | 314    |
| 13   | LMGTE Pro | 51   | AFコルセ SRL                                       | - ジャンカルロ・フィジケラ - ジャンマリア・ブルーニ - トニ・バイランダー                                 | フェラーリ・458イタリア・GT2                  | M      | 314    |
| 13   | LMGTE Pro | 51   | AFコルセ SRL                                       | - ジャンカルロ・フィジケラ - ジャンマリア・ブルーニ - トニ・バイランダー                                 | フェラーリ 4.5 L V8                           | M      | 314    |
| 14   | LMP2      | 49   | オーク・レーシング                                 | - 中野信治 - ニコラ・ド・クレム - ヤン・チャロウズ                                                       | オーク ペスカロロ・01                         | D      | 313    |
| 14   | LMP2      | 49   | オーク・レーシング                                 | - 中野信治 - ニコラ・ド・クレム - ヤン・チャロウズ                                                       | ジャッド-BMW HK 3.6 L V8                      | D      | 313    |
| 15   | LMGTE Pro | 56   | BMW・モータースポーツ                              | - アンディ・プリオール - ディルク・ミューラー - ジョーイ・ハンド                                         | BMW・M3 GT2                                   | D      | 313    |
| 15   | LMGTE Pro | 56   | BMW・モータースポーツ                              | - アンディ・プリオール - ディルク・ミューラー - ジョーイ・ハンド                                         | BMW 4.0 L V8                                  | D      | 313    |
| 16   | LMGTE Pro | 77   | チーム・フェルバーマイヤー・プロトン               | - マルク・リープ - ヴォルフ・ヘンツラー - リヒャルト・リーツ                                             | ポルシェ・997 GT3-RSR                         | M      | 312    |
| 16   | LMGTE Pro | 77   | チーム・フェルバーマイヤー・プロトン               | - マルク・リープ - ヴォルフ・ヘンツラー - リヒャルト・リーツ                                             | ポルシェ 4.0 L フラット6                      | M      | 312    |
| 17   | LMGTE Pro | 76   | IMSA・パフォーマンス・マットムート                 | - レイモン・ナラク - パトリック・ピレ - ニコラ・アルミンド                                               | ポルシェ・997 GT3-RSR                         | M      | 311    |
| 17   | LMGTE Pro | 76   | IMSA・パフォーマンス・マットムート                 | - レイモン・ナラク - パトリック・ピレ - ニコラ・アルミンド                                               | ポルシェ 4.0 L フラット6                      | M      | 311    |
| 18   | LMGTE Pro | 80   | フライングリザード・モータースポーツ               | - ヨルグ・ベルグマイスター - ルーカス・ルーア - パトリック・ロング                                       | ポルシェ・997 GT3-RSR                         | M      | 310    |
| 18   | LMGTE Pro | 80   | フライングリザード・モータースポーツ               | - ヨルグ・ベルグマイスター - ルーカス・ルーア - パトリック・ロング                                       | ポルシェ 4.0 L フラット6                      | M      | 310    |
| 19   | LMP2      | 40   | レース・パフォーマンス                             | - ミシェル・フレイ - ラルフ・マイクトリ - マルク・ロスタン                                               | オレカ・03                                    | D      | 304    |
| 19   | LMP2      | 40   | レース・パフォーマンス                             | - ミシェル・フレイ - ラルフ・マイクトリ - マルク・ロスタン                                               | ジャッド-BMW HK 3.6 L V8                      | D      | 304    |
| 20   | LMGTE Am  | 50   | ラルブル・コンペティション                         | - パトリック・ボルンオーセ - ジュリアン・カナル - ガブリエル・ガルデル                                   | シボレー・コルベット C6.R                     | M      | 302    |
| 20   | LMGTE Am  | 50   | ラルブル・コンペティション                         | - パトリック・ボルンオーセ - ジュリアン・カナル - ガブリエル・ガルデル                                   | コルベット 5.5 L V8                           | M      | 302    |
| 21   | LMGTE Am  | 70   | ラルブル・コンペティション                         | - クリストフ・ブーレ - パスカル・ギボン - ジャン＝フィリップ・ベロク                                     | ポルシェ・997 GT3-RSR                         | M      | 301    |
| 21   | LMGTE Am  | 70   | ラルブル・コンペティション                         | - クリストフ・ブーレ - パスカル・ギボン - ジャン＝フィリップ・ベロク                                     | ポルシェ 4.0 L フラット6                      | M      | 301    |
| 22   | LMGTE Pro | 65   | ロータス ジェットアライアンス                      | - ヨナタン・ヒルシー - ジョニー・モウレム - ジェームズ・ロシター                                         | ロータス・エヴォーラ GTE                      | M      | 295    |
| 22   | LMGTE Pro | 65   | ロータス ジェットアライアンス                      | - ヨナタン・ヒルシー - ジョニー・モウレム - ジェームズ・ロシター                                         | トヨタ-コスワース 4.0 L V6                    | M      | 295    |
| 23   | LMGTE Pro | 75   | プロスピード・コンペティション                     | - マルク・ホーセンス - マルコ・ホルツァー - ヤープ・ファン・ラーゲン                                     | ポルシェ・997 GT3-RSR                         | M      | 293    |
| 23   | LMGTE Pro | 75   | プロスピード・コンペティション                     | - マルク・ホーセンス - マルコ・ホルツァー - ヤープ・ファン・ラーゲン                                     | ポルシェ 4.0 L フラット6                      | M      | 293    |
| 24   | LMGTE Pro | 66   | JMW・モータースポーツ                              | - ロバート・ベル - ティム・サグデン - ザビエル・マーセン                                                 | フェラーリ・458イタリア・GT2                  | D      | 290    |
| 24   | LMGTE Pro | 66   | JMW・モータースポーツ                              | - ロバート・ベル - ティム・サグデン - ザビエル・マーセン                                                 | フェラーリ 4.5 L V8                           | D      | 290    |
| 25   | LMP2      | 35   | オーク・レーシング                                 | - フレデリック・ダ・ロシャ - パトリス・ラファルグ - アンドレア・バルレシ                                 | オーク ペスカロロ・01                         | D      | 288    |
| 25   | LMP2      | 35   | オーク・レーシング                                 | - フレデリック・ダ・ロシャ - パトリス・ラファルグ - アンドレア・バルレシ                                 | ジャッド-BMW HK 3.6 L V8                      | D      | 288    |
| 26   | LMGTE Am  | 68   | ロバートソン・レーシング LLC                       | - デビッド・ロバートソン - アンドレア・ロバートソン - デビッド・マリー                                   | フォード・GT-R マークVII                      | M      | 285    |
| 26   | LMGTE Am  | 68   | ロバートソン・レーシング LLC                       | - デビッド・ロバートソン - アンドレア・ロバートソン - デビッド・マリー                                   | フォード 5.0 L V8                             | M      | 285    |
| 27   | LMGTE Am  | 83   | JMB・レーシング                                    | - マヌエル・ロドリゲス - ジャン＝マルク・メナエム - ニコラ・マロック                                     | フェラーリ・F430 GTE                          | D      | 272    |
| 27   | LMGTE Am  | 83   | JMB・レーシング                                    | - マヌエル・ロドリゲス - ジャン＝マルク・メナエム - ニコラ・マロック                                     | フェラーリ 4.0 L V8                           | D      | 272    |
| NC   | LMP2      | 44   | エクストレーム・リミット・AM・パリ                 | - ファビアン・ロシエ - フィリップ・アエゼブルック - ジャン＝ルネ・ド・フォルヌー                         | ノルマ M200P                                  | D      | 247    |
| NC   | LMP2      | 44   | エクストレーム・リミット・AM・パリ                 | - ファビアン・ロシエ - フィリップ・アエゼブルック - ジャン＝ルネ・ド・フォルヌー                         | ジャッド-BMW HK 3.6 L V8                      | D      | 247    |
| DNF  | LMP1      | 16   | ペスカロロ・チーム                                 | - エマニュエル・コラール - クリストフ・タンソー - ジュリアン・ジュス                                     | ペスカロロ・01                                | M      | 305    |
| DNF  | LMP1      | 16   | ペスカロロ・チーム                                 | - エマニュエル・コラール - クリストフ・タンソー - ジュリアン・ジュス                                     | ジャッド GV5 S2 5.0 L V10                     | M      | 305    |
| DNF  | LMGTE Pro | 55   | BMW・モータースポーツ                              | - アウグスト・ファルフス - ヨルグ・ミューラー - ディルク・ヴェルナー                                     | BMW M3 GT2                                    | D      | 276    |
| DNF  | LMGTE Pro | 55   | BMW・モータースポーツ                              | - アウグスト・ファルフス - ヨルグ・ミューラー - ディルク・ヴェルナー                                     | BMW 4.0 L V8                                  | D      | 276    |
| DNF  | LMGTE Pro | 74   | コルベット・レーシング                             | - オリバー・ギャビン - リチャード・ウェストブルック - ヤン・マグヌッセン                                 | シボレー・コルベット C6.R                     | M      | 211    |
| DNF  | LMGTE Pro | 74   | コルベット・レーシング                             | - オリバー・ギャビン - リチャード・ウェストブルック - ヤン・マグヌッセン                                 | コルベット 5.5 L V8                           | M      | 211    |
| DNF  | LMGTE Am  | 81   | フライングリザード・モータースポーツ               | - セス・ネイマン - ダレン・ロー - スペンサー・パンペリー                                                 | ポルシェ・997 GT3-RSR                         | M      | 211    |
| DNF  | LMGTE Am  | 81   | フライングリザード・モータースポーツ               | - セス・ネイマン - ダレン・ロー - スペンサー・パンペリー                                                 | ポルシェ 4.0 L フラット6                      | M      | 211    |
| DNF  | LMP2      | 48   | チーム・オレカ・マットムート                       | - アレクサンドル・プレマ - デビッド・ハリデイ - ドミニク・クライハメル                                   | オレカ・03                                    | M      | 200    |
| DNF  | LMP2      | 48   | チーム・オレカ・マットムート                       | - アレクサンドル・プレマ - デビッド・ハリデイ - ドミニク・クライハメル                                   | 日産 VK45DE 4.5 L V8                          | M      | 200    |
| DNF  | LMGTE Am  | 63   | プロトン・コンペティション                         | - ホルスト・フェルバーマイヤー・ジュニア - ホルスト・フェルバーマイヤー・シニア - クリスティアン・リート | ポルシェ・997 GT3-RSR                         | M      | 199    |
| DNF  | LMGTE Am  | 63   | プロトン・コンペティション                         | - ホルスト・フェルバーマイヤー・ジュニア - ホルスト・フェルバーマイヤー・シニア - クリスティアン・リート | ポルシェ 4.0 L フラット6                      | M      | 199    |
| DNF  | LMP1      | 13   | レベリオン・レーシング                             | - アンドレア・ベリッチ - ジャン＝クリストフ・ブイヨン - ガイ・スミス                                     | ローラ・B10/60                                | M      | 190    |
| DNF  | LMP1      | 13   | レベリオン・レーシング                             | - アンドレア・ベリッチ - ジャン＝クリストフ・ブイヨン - ガイ・スミス                                     | トヨタ RV8KLM 3.4 L V8                        | M      | 190    |
| DNF  | LMGTE Am  | 61   | AFコルセ SRL                                       | - ピエールジュセップ・ペラツィーニ - マルコ・チョッチ - ショーン・ポール・ブレスリン                     | フェラーリ・F430 GTE                          | M      | 188    |
| DNF  | LMGTE Am  | 61   | AFコルセ SRL                                       | - ピエールジュセップ・ペラツィーニ - マルコ・チョッチ - ショーン・ポール・ブレスリン                     | フェラーリ 4.0 L V8                           | M      | 188    |
| DNF  | LMGTE Pro | 59   | ラグジュアリー・レーシング                         | - ステファン・オルテリ - フレデリック・マコヴィッキィ - ハイメ・メロ                                     | フェラーリ・458イタリア・GT2                  | M      | 183    |
| DNF  | LMGTE Pro | 59   | ラグジュアリー・レーシング                         | - ステファン・オルテリ - フレデリック・マコヴィッキィ - ハイメ・メロ                                     | フェラーリ 4.5 L V8                           | M      | 183    |
| DNF  | LMGTE Pro | 71   | AFコルセ                                           | - ロバート・カウフマン - マイケル・ウォルトリップ - ルイ・アグアス                                       | フェラーリ・458イタリア・GT2                  | M      | 178    |
| DNF  | LMGTE Pro | 71   | AFコルセ                                           | - ロバート・カウフマン - マイケル・ウォルトリップ - ルイ・アグアス                                       | フェラーリ 4.5 L V8                           | M      | 178    |
| DNF  | LMGTE Pro | 88   | チーム・フェルバーマイヤー・プロトン               | - ニック・タンディ - アブドゥルアズィーズ・アール・ファイサル - ブライス・ミラー                         | ポルシェ・997 GT3-RSR                         | M      | 169    |
| DNF  | LMGTE Pro | 88   | チーム・フェルバーマイヤー・プロトン               | - ニック・タンディ - アブドゥルアズィーズ・アール・ファイサル - ブライス・ミラー                         | ポルシェ 4.0 L フラット6                      | M      | 169    |
| DNF  | LMP2      | 42   | ストラッカ・レーシング                             | - ニック・リヴェンティス - ダニー・ワッツ - ジョニー・ケイン                                             | HPD ARX-01d                                   | M      | 144    |
| DNF  | LMP2      | 42   | ストラッカ・レーシング                             | - ニック・リヴェンティス - ダニー・ワッツ - ジョニー・ケイン                                             | HPD HR28TT 2.8 L ターボ V6                    | M      | 144    |
| DNF  | LMGTE Am  | 60   | ガルフ AMR ミドルイースト                          | - ファビアン・ジロワ - ロナルド・ゲーテ - マイケル・ウォインライト                                       | アストンマーティン・ヴァンテージ GT2          | D      | 141    |
| DNF  | LMGTE Am  | 60   | ガルフ AMR ミドルイースト                          | - ファビアン・ジロワ - ロナルド・ゲーテ - マイケル・ウォインライト                                       | アストンマーティン 4.5 L V8                   | D      | 141    |
| DNF  | LMP2      | 39   | ペコム・レーシング                                 | - ルイス・ペレス・コンパンク - マティアス・ルッソ - ピエール・カッファー                                 | ローラ・B11/40                                | M      | 139    |
| DNF  | LMP2      | 39   | ペコム・レーシング                                 | - ルイス・ペレス・コンパンク - マティアス・ルッソ - ピエール・カッファー                                 | ジャッド-BMW HK 3.6 L V8                      | M      | 139    |
| DNF  | LMGTE Pro | 89   | ハンコック チーム・ファルンバッヒャー              | - ドミニク・ファルンバッヒャー - アラン・シモンセン - レー・キーン                                       | フェラーリ・458イタリア・GT2                  | H      | 137    |
| DNF  | LMGTE Pro | 89   | ハンコック チーム・ファルンバッヒャー              | - ドミニク・ファルンバッヒャー - アラン・シモンセン - レー・キーン                                       | フェラーリ 4.5 L V8                           | H      | 137    |
| DNF  | LMGTE Pro | 58   | ラグジュアリー・レーシング                         | - アントニー・ベルトワーズ - フランソワ・ジャクボウスキー - ピエール・ティリエ                           | フェラーリ・458イタリア・GT2                  | M      | 136    |
| DNF  | LMGTE Pro | 58   | ラグジュアリー・レーシング                         | - アントニー・ベルトワーズ - フランソワ・ジャクボウスキー - ピエール・ティリエ                           | フェラーリ 4.5 L V8                           | M      | 136    |
| DNF  | LMGTE Pro | 64   | ロータス ジェットアライアンス                      | - オスカル・スリンヘルラント - マーティン・リッチ - ジョン・ハートショーン                               | ロータス・エヴォーラ GTE                      | M      | 126    |
| DNF  | LMGTE Pro | 64   | ロータス ジェットアライアンス                      | - オスカル・スリンヘルラント - マーティン・リッチ - ジョン・ハートショーン                               | トヨタ-コスワース 4.0 L V6                    | M      | 126    |
| DNF  | LMGTE Am  | 57   | クローン・レーシング                               | - トレイシー・クローン - ニクラス・ヨンション - ミケーレ・ルゴロ                                         | フェラーリ・F430 GTE                          | D      | 123    |
| DNF  | LMGTE Am  | 57   | クローン・レーシング                               | - トレイシー・クローン - ニクラス・ヨンション - ミケーレ・ルゴロ                                         | フェラーリ 4.0 L V8                           | D      | 123    |
| DNF  | LMP1      | 24   | オーク・レーシング                                 | - リシャール・エイン - ジャック・ニコレ - ジャン＝フランソワ・イヴォン                                   | オーク ペスカロロ・01                         | D      | 119    |
| DNF  | LMP1      | 24   | オーク・レーシング                                 | - リシャール・エイン - ジャック・ニコレ - ジャン＝フランソワ・イヴォン                                   | ジャッド DB 3.4 L V8                          | D      | 119    |
| DNF  | LMP1      | 1    | アウディ・スポーツチーム ヨースト                  | - ティモ・ベルンハルト - ロマン・デュマ - マイク・ロッケンフェラー                                       | アウディ・R18 TDI                             | M      | 116    |
| DNF  | LMP1      | 1    | アウディ・スポーツチーム ヨースト                  | - ティモ・ベルンハルト - ロマン・デュマ - マイク・ロッケンフェラー                                       | アウディ TDI 3.7 L ターボ V6 (ディーゼル)     | M      | 116    |
| DNF  | LMP1      | 5    | ホープ・レーシング                                 | - スティーブ・ザッキア - ヤン・ラマース - キャスパー・エルガード                                         | オレカ・01                                    | M      | 115    |
| DNF  | LMP1      | 5    | ホープ・レーシング                                 | - スティーブ・ザッキア - ヤン・ラマース - キャスパー・エルガード                                         | スイス・ハイテク 2.0 L ハイブリッド ターボ I4 | M      | 115    |
| DNF  | LMGTE Am  | 62   | CRS・レーシング                                    | - ピエール・エーレット - ショーン・ライン - ロジャー・ウィルス                                           | フェラーリ・F430 GTE                          | M      | 84     |
| DNF  | LMGTE Am  | 62   | CRS・レーシング                                    | - ピエール・エーレット - ショーン・ライン - ロジャー・ウィルス                                           | フェラーリ 4.0 L V8                           | M      | 84     |
| DNF  | LMP1      | 15   | オーク・レーシング                                 | - ジローム・モロー - ピエール・ラグ - ティアゴ・モンテイロ                                               | オーク ペスカロロ・01                         | D      | 80     |
| DNF  | LMP1      | 15   | オーク・レーシング                                 | - ジローム・モロー - ピエール・ラグ - ティアゴ・モンテイロ                                               | ジャッド DB 3.4 L V8                          | D      | 80     |
| DNF  | LMGTE Pro | 79   | Jota                                               | - サム・ハンコック - サイモン・ドゥーラン - クリス・バンコム                                             | アストンマーティン・ヴァンテージ GT2          | D      | 74     |
| DNF  | LMGTE Pro | 79   | Jota                                               | - サム・ハンコック - サイモン・ドゥーラン - クリス・バンコム                                             | アストンマーティン 4.5 L V8                   | D      | 74     |
| DNF  | LMP1      | 20   | クイフェル-ASM・チーム                             | - ミゲル・アマラウ - オリヴィエ・プラ - ワーレン・ヒューズ                                               | ザイテック 09SC                               | D      | 48     |
| DNF  | LMP1      | 20   | クイフェル-ASM・チーム                             | - ミゲル・アマラウ - オリヴィエ・プラ - ワーレン・ヒューズ                                               | ザイテック ZG348 3.4 L V8                     | D      | 48     |
| DNF  | LMP1      | 3    | アウディ・スポーツ ノースアメリカ                  | - トム・クリステンセン - リナルド・カペッロ - アラン・マクニッシュ                                       | アウディ・R18 TDI                             | M      | 14     |
| DNF  | LMP1      | 3    | アウディ・スポーツ ノースアメリカ                  | - トム・クリステンセン - リナルド・カペッロ - アラン・マクニッシュ                                       | アウディ TDI 3.7 L ターボ V6 (ディーゼル)     | M      | 14     |
| DNF  | LMP1      | 007  | アストンマーティン・レーシング                     | - シュテファン・ミュッケ - ダレン・ターナー - クリスチャン・クリエン                                     | アストンマーティン・AMR-One                   | M      | 4      |
| DNF  | LMP1      | 007  | アストンマーティン・レーシング                     | - シュテファン・ミュッケ - ダレン・ターナー - クリスチャン・クリエン                                     | アストンマーティン 2.0 L ターボ I6            | M      | 4      |
| DNF  | LMP1      | 009  | アストンマーティン・レーシング                     | - アロルド・プリマー - エイドリアン・フェルナンデス - アンディ・メイリック                               | アストンマーティン・AMR-One                   | M      | 2      |
| DNF  | LMP1      | 009  | アストンマーティン・レーシング                     | - アロルド・プリマー - エイドリアン・フェルナンデス - アンディ・メイリック                               | アストンマーティン 2.0 L ターボ I6            | M      | 2      |

## 東日本大震災におけるル・マン24時間レースと日本との関わり
序文でも触れたように、本年3月11日に発生した東日本大震災に関し、ル・マン24時間レースに関するの被災者へのチャリティの一環として、同年のル・マン24時間レースに参戦した全ドライバー168人が並んで日本に向けて祈りを捧げてからサインしたフランス国旗がACOからJAFに贈呈された後、オークションに出品されて、その売上金が東日本大震災で被災された方々への義援金として全額寄付されている。また、マツダが、中学生ならびに高校生の被災者10名をル・マン24時間レースに招待した。観戦当日の6月11日の決勝レース直前には、1991年のル・マン24時間レースで日本車初の優勝を果たしたマツダ・787Bがサルト・サーキットをデモ走行している。ル・マン郊外では、震災募金活動なども行なわれた。